# Prieuré Notre-Dame d'Availles
Le prieuré Notre-Dame d'Availles est un ancien prieuré situé dans le lieu-dit Availles, dans la commune de Nouaillé-Maupertuis. Il a connu plusieurs phases de construction dont subsistent aujourd'hui un portail de style gothique flamboyant, une chapelle romane et un logis.

## Historique
Le prieuré est attesté depuis le début du XIIe siècle par des actes de donation. Le nom Availles proviendrait de la déformation du nom latin Avalia dont il est fait mention dès 1156, et qui lui même fait référence à la situation géographique du lieu, situé au-dessus de la vallée du Miosson. Le cartulaire de l'évêché de Poitiers appelé le Grand-Gauthier et datant du XIVe siècle fait mention du prieuré et de ses moines comme faisant partie de l'ordre de Grandmont. Les bâtiments primitifs ont été construits par des moines de l'abbaye de Nouaillé Maupertuis, située à deux kilomètres du prieuré. Le prieuré a ensuite connu de profondes transformations au XVe siècle lors de l'abbatiat de Raoul du Fou,, dont la plus remarquable est le portail de style gothique flamboyant. Le prieuré est resté en activité jusqu'en 1602 : la chapelle a depuis la fin du Moyen Age été dédiée à saint Blaise et ne servait alors que pour célébrer une messe par an. Le reste des bâtiments actuels ont été édifiés à la suite des guerres de religion et au XVIIIe siècle,. Une tour de défense et un pont mobile ont été édifiés à cette période,.

## La chapelle
La chapelle du prieuré est de style roman. Le chœur est la partie la plus ancienne encore existante, elle est datée du XIe siècle par Barbier de Montault. Il comporte une voûte en plein cintre ainsi que des traces de peintures encore visibles,: on peut y distinguer des personnages ainsi que des médaillons comportant des animaux. La nef est également voûtée en berceau et est longue de deux travées. Elle date de l'implantation des moines Grandmontains, ceux-ci ayant modifié l'édifice précédent. La porte de la chapelle a été modifiée au XVe siècle, elle était à l'origine en arcs brisés et a été substituée par une porte à linteau droit.

## Le portail

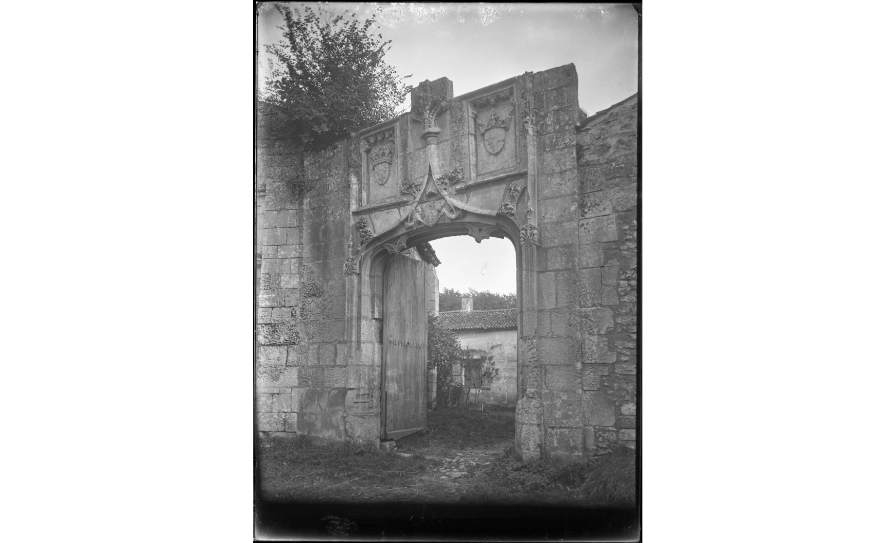
Le portail du prieuré d'Availles

Le portail du prieuré est de style gothique flamboyant et a été édifié au XVe siècle par Raoul du Fou. Il est accolé au flanc droit de la chapelle. Sa baie en accolade est entourée de deux contreforts à pinacles fleuronnés.  Dans la partie supérieure du portail se trouvent deux cadres de part et d'autre de la pointe sommitale de l'arc et contenant respectivement les armes du roi de France Louis XI et de la reine Charlotte de Savoie. Sous l'arc se trouve l'armoirie de Raoul du Fou : "D'azur, à une grande fleur de lys d'argent, portant deux éperviers affrontés de même, becqués et membrés d'or". Cette armoirie est tenue par deux anges et elle est complétée par une crosse et une mitre, rappelant la double fonction de Raoul du Fou. 